# Black metal
Black metal là một nhánh chính của heavy metal có đặc điểm sử dụng nhịp nhanh, vocal có giọng rít và thé, tiếng guitar bị biến âm (distortion) và thường chơi ở khoảng âm cao bằng kỹ thuật reo dây bằng phím (tremolo picking), trống đánh nhanh (thường blast beat), thu âm thô (tức là không qua xử lý phòng thu) và cấu trúc bài hát không theo một quy định nào.
Trong thập kỷ 1980, một vài ban thrash metal đã đặt nền móng đầu tiên cho black metal. "Làn sóng đầu tiên" bao gồm những ban như: Venom, Bathory, Hellhammer, Celtic Frost và Sarcófago. "Làn sóng thứ phát" bùng lên vào đầu thập niên 1990, tiên phong là các ban Na Uy như Mayhem, Burzum, Darkthrone, Immortal và Emperor. Những làn sóng này đã tạo nên 1 thể loại black metal với những đặc điểm riêng biệt.
Black metal đã vấp phải sự thù địch của các nền văn hóa chính thống, chủ yếu là do tư tưởng thù ghét loài người và chống lại Thiên Chúa giáo của các nghệ sĩ black metal. Hơn nữa, một số người tiên phong trong thể loại này còn liên quan đến các vụ đốt nhà thờ, sát nhân và chủ nghĩa Quốc xã. Vì những lý do này, black metal thường được xem như là 1 hình thức ngầm (underground) của âm nhạc.

## Đặc điểm

### Nhạc cụ
Tay guitar của black metal thường chỉnh phơ thành tiếng rít có khoảng âm cao và sử dụng kỹ thuật reo dây bằng phím với tốc độ nhanh. Khi viết nhạc, các tay guitar thường sử dụng những âm giai, quãng, và hợp âm có khuynh hướng tạo thành những âm thanh chói tai, ghê sợ và bất an. Guitar solo và guitar có tiếng trầm thường hiếm gặp trong black metal.
Guitar bass hiếm khi chạy những giai điệu độc lập. Dạng phổ biến là tiếng bass chìm hẳn xuống hoặc đánh trùng lặp vào tiếng guitar. Thông thường trống đánh nhịp nhanh, sử dụng bàn đạp đôi và kỹ thuật blast beat.
Các bản nhạc của black metal thường đi lạc so với cấu trúc thông thường, và thường thiếu các đoạn điệp khúc. Thay vào đó, nhiều bài black metal có cấu trúc dài và lặp lại những phân đoạn.

### Chất giọng và ca từ
Chất giọng truyền thống của black metal là những tiếng rít the thé, gào thét và gầm gừ. Điều này trái ngược hoàn toàn với giọng growl khàn trầm của death metal.
Chủ đề phổ biến nhất của ca từ là chống đối với Thiên Chúa giáo và các tổ chức tôn giáo khác (gọi chung là những tôn giáo thuộc "Right-Hand Path"). Một phần, các nghệ sĩ viết ca từ muốn thúc đẩy chủ nghĩa vô thần, thuyết vô thần, tôn giáo đa thần và Satan giáo. Sự thù địch của các nghệ sĩ black metal theo tà giáo hoặc thế tục này là do tình trạng Thiên Chúa giáo ở nước họ. Các chủ đề khác thường được khai thác là chứng trầm cảm, chủ nghĩa hư vô, chủ nghĩa thù ghét loài người, cái chết và những vấn đề đen tối khác; tuy nhiên, nhiều ca từ của black metal đã bắt đầu hướng đến những chủ đề khác như miêu tả các mùa (đặc biệt là mùa đông), thiên nhiên, thần thoại, văn học dân gian, triết học và sự tưởng tượng.

### Sản phẩm

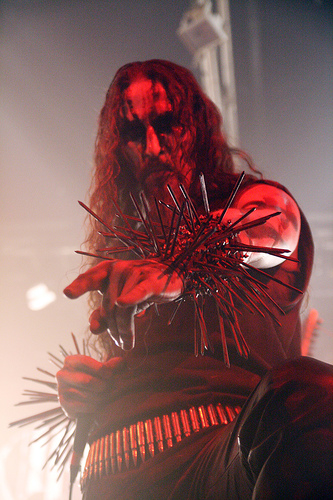
Gaahl ca sĩ của Gorgoroth diễn live vào năm 2007

Đặc tính sản phẩm thu âm với chi phí thấp là điều cần thiết đối các ban black metal thời kỳ đầu, nơi thu âm thường là tại nhà hoặc dưới tầng hầm; ví dụ đáng chú ý như ban nhạc Mayhem với nhãn hiệu hãng thu âm Deathlike Silence Productions thực chất là tầng hầm của cửa hàng Helvete. Mặc dù họ có khả năng cải thiện chất lượng sản phẩm của mình, nhưng nhiều ban vẫn trung thành với việc thu âm chất lượng thấp. Lý do là họ muốn giữ tính "chân thật" (true) cho những gốc rễ của dòng nhạc underground và làm cho âm thanh "thô" và "lạnh" hơn. Một trong những ví dụ điển hình về điều này là album Transilvanian Hunger của Darkthrone - một ban nhạc được phóng viên Johnathan Selzer của tạp chí Terrorizer cho là đại diện cho khía cạnh "tự xử" (DIY=Do It Yourself) của black metal.
Nhiều người nghĩ black metal nguyên thủy không có nghĩa là phải hấp dẫn người nghe. Ca sĩ Gaahl của ban Gorgoroth đã tuyên bố rằng trong những năm đầu thì "black metal chưa bao giờ có nghĩa là phải nhắm đến một thính giả nào cả, nó đơn thuần chỉ là để làm thỏa mãn bản thân chúng tôi mà thôi".

### Hình ảnh và phong cách biểu diễn

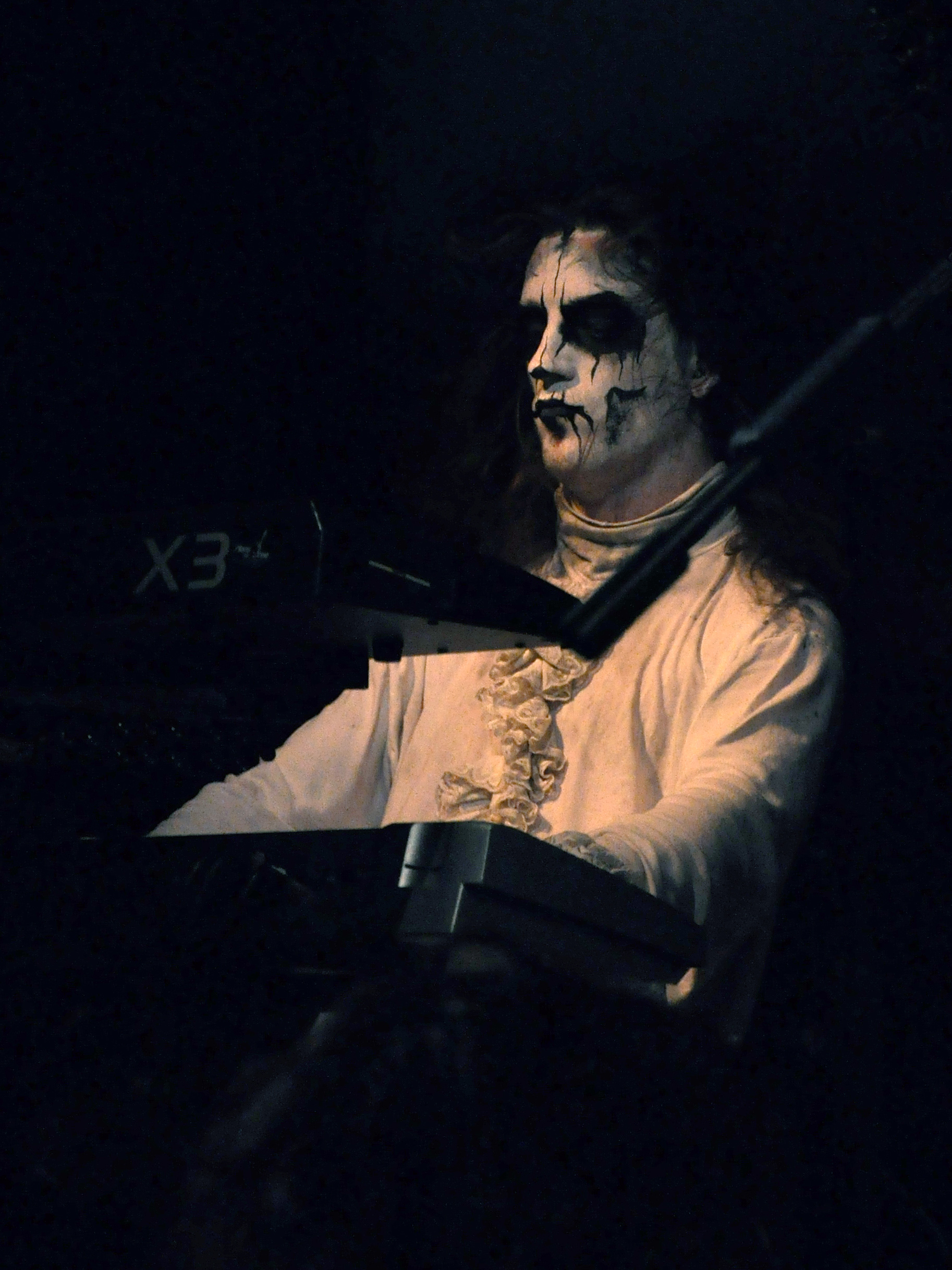
Carach Angren, một nhóm symphonic Black Metal của Hà Lan, trong buổi biểu diễn đầu tiên tại Pháp, vào ngày 21 tháng 2 năm 2009; Ardek (keyboard) với kiểu trang điểm giống xác chết.

Không giống như các thể loại khác, rất nhiều nghệ sĩ black metal không trình diễn trên sân khấu. Những ban chọn trình diễn thì thường sử dụng rất nhiều đạo cụ và thực hiện một số màn biểu diễn khác. Mayhem và Gorgoroth thường được chú ý hơn cả bởi các màn biểu diễn gây tranh cãi của họ; như xuyên thủng đầu động vật, phỉ báng thánh Giá, trang bị các vũ khí thời trung Cổ, và các thành viên ban nhạc giội máu động vật khắp nơi.

The Sigil of Baphomet, ngôi sao ngược, biểu tượng của Satan giáo

Các nghệ sĩ black metal thường xuất hiện với kiểu phục trang mang giày bốt chiến đấu, thắt lưng bằng đạn, và dây đeo cổ tay có gai nhọn, thánh giá ngược, ngôi sao ngược (Sigil of Baphomet) để củng cố lập trường chống Thiên Chúa giáo và các tôn giáo khác. Tuy nhiên, một đặc điểm riêng biệt là họ thường đánh phấn như xác chết (corpse paint) - trang điểm màu trắng và đen (đôi khi có thể trộn chung với máu thật hoặc máu giả), để nhìn cho giống như xác chết.
Trong những năm đầu thập niên 1990, những nghệ sĩ tiên phong của black metal thường sử dụng những hình ảnh đen trắng hoặc viết lên trên bìa album của họ. Điều này có thể được xem như là một sự phản đối những ban death metal, những ban mà tại thời điểm lúc đó đã bắt đầu sử dụng những bìa album nghệ thuật với nhiều màu sắc. Hầu hết những nghệ sĩ black metal underground vẫn tiếp tục với phong cách này.

## Làn sóng đầu tiên
Làn sóng đầu tiên của black metal dùng để chỉ những ban xuất hiện trong suốt thập kỷ 1980 đã tạo ảnh hưởng đến âm thanh của black metal và định hình mẫu cho thể loại này. Những ban này thường là từ dòng speed metal hoặc thrash metal.

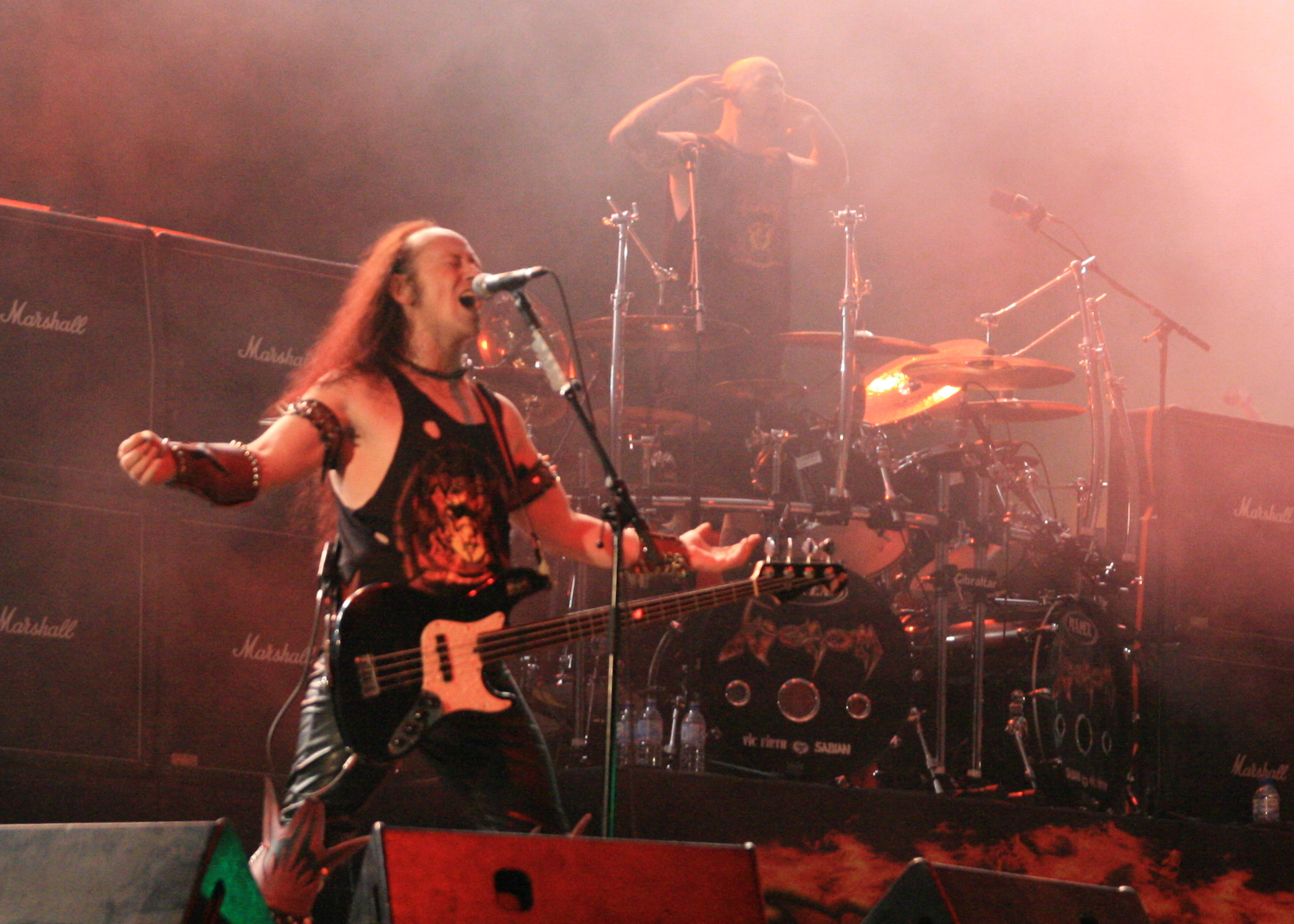
Album Black Metal của Venom là nguồn cảm hứng để tạo nên tên gọi của dòng nhạc này.

Thuật ngữ "black metal" được đặt theo tên album thứ 2 Black metal (1982) của ban Venom. Mặc dù chất nhạc của album này được mang chất thrash nhiều hơn black metal so với những tiêu chuẩn đương đại, nhưng ca từ của nó và hình tượng nhắm đến chủ đề Satan giáo và chống lại Thiên Chúa giáo hơn bất kỳ thứ gì trước đó. Chất nhạc của họ cũng không thanh nhã còn giọng hát thì càu nhàu bức bối. Các thành viên của Venom cũng chọn cho mình những nghệ danh riêng, một thực tế mà đã trở nên phổ biến trong giới black metal.
Một ảnh hưởng lớn khác đối với black metal là ban nhạc Bathory của Thụy Điển, do Thomas Forsberg (dưới nghệ danh Quorthon) dẫn đầu. Không những Bathory không trau chuốt chất lượng bản thu âm và sử dụng những đề tài về chống Thiên Chúa giáo, mà Quorthon còn là người đầu tiên sử dụng kiểu hát "rít the thé", đây trở thành kiểu vocal đặc trưng của black metal. Ban đã chơi theo phong cách này trong 4 album đầu của họ: Bathory (1984), The Return of Darkness and Evil (1985), Under the Sign of the Black Mark (1987) và Blood Fire Death (1988). Vào những năm đầu của thập niên 1990, Bathory đi tiên phong trong 1 phong cách mới, mà sau này được biết đến như một dòng nhạc khác, là Viking metal.
Các nhóm khác thường được coi là một phần của trào lưu này bao gồm Hellhammer và Celtic Frost của Thụy Sĩ, Sodom và Destruction của Đức, Bulldozer và Death SS của Ý, Ancient Rites của Bỉ, Tormentor của Hungary, Root của cộng hòa Czech, Mercyful Fate của Đan Mạch, Sarcófago của Brasil và Blasphemy của Canada.

## Làn sóng thứ phát

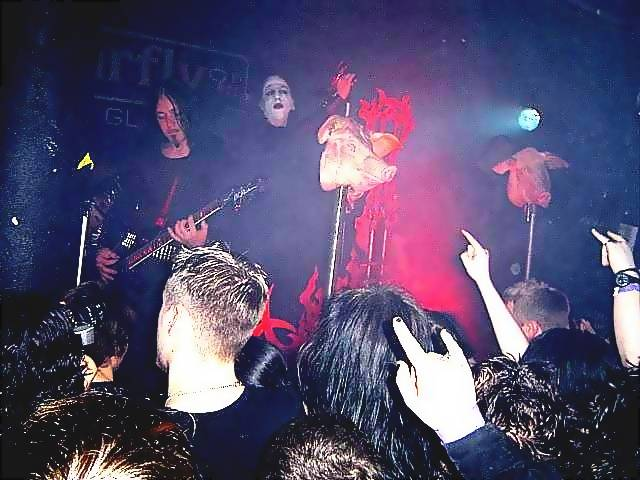
Mayhem diễn live năm 2004 với sân khấu được trang trí bởi các đầu lợn.

Làn sóng thứ phát của black metal xuất hiện vào những năm đầu của thập niên 1990 và do các ban black metal của Na Uy làm tiên phong. Trong thời gian từ 1990-1994 một số nghệ sĩ Na Uy bắt đầu thực hiện và phát hành một kiểu nhạc black metal mới; như các ban Mayhem, Thorns, Burzum, Darkthrone, Immortal, Satyricon, Enslaved, Emperor, Dimmu Borgir, Gorgoroth, Ulver và Carpathian Forest. Họ đã phát triển phong cách nguyên bản từ những năm 1980 của họ không chịu ảnh hưởng bởi thrash metal. Có được điều đó một phần là nhờ kiểu chơi guitar mới lạ được phát triển bởi 'Blackthorn' (Snorre Ruch) của Thorns/Stigma Diabolicum và 'Euronymous' (Øystein Aarseth) của Mayhem. 'Fenriz' của Darkthrone đã công nhận sự đổi mới này trong một số bài phỏng vấn. 'Fenriz' cũng mô tả nó "xuất phát từ Bathory" và nhấn mạnh rằng "các kiểu câu riff này trở thành một nguyên tắc mới cho rất nhiều ban trong thập kỷ 90". Như sẽ nêu ra ở bên dưới, một số thành viên của những ban Na Uy này bị cáo buộc phạm rất nhiều tội và gây ra nhiều tranh cãi về họ. Trong hoàn cảnh này, muốn trở thành một nghệ sĩ thật sự của black metal thì người đó phải có tư tưởng chống đối một cách hung hãn với Thiên Chúa giáo. 'Ihsahn' của Emperor tin tưởng xu hướng này có thể phát triển một cách đơn giản từ "sự chống đối xã hội, một cuộc đối đầu với tất cả những thứ tầm thường". Ở khía cạnh trực quan, các chủ đề hắc ám của thứ âm nhạc đen tối này đã được bổ sung thêm bằng kiểu trang điểm như tử thi, một cách để giới black metal phân biệt mình khỏi các ban nhạc metal cùng thời khác.
Ở các nước láng giềng, các ban nhạc cũng bắt đầu ứng dụng phong cách của Na Uy. Tại Thụy Điển có các ban như Marduk, Dissection, Lord Belial, Dark Funeral, Arckanum, Nifelheim và Abruptum. Tại Phần Lan xuất hiện những pha trộn hỗn tạp phong cách black metal với những tố chất của death metal và grindcore; trong số đó có thể kể ra những tên tuổi như Beherit, Archgoat và Impaled Nazarene. Black metal xuất hiện tại Châu Âu từ đầu thập niên 1990, và với cảm hứng từ Na Uy, một lần nữa black metal lại xuất hiện trở tại châu lục này. Ở Ba Lan với các tiên phong Graveland và Behemoth. Tại Pháp, nổi lên một nhóm gắn bó với các nhạc sĩ được biết đến dưới tên gọi Les Légions Noires (Quân đoàn đen), bao gồm những ban như Mütiilation, Vlad Tepes, Belketre và Torgeist. Trong thời gian này, những ban như Von, Judas Iscariot, Demoncy và Profanatica cũng làm đình làm đám tại Hoa Kỳ, xứ sở mà thrash metal và death metal phổ biến hơn trong giới extreme metal.
Vào giữa thập niên 1990, phong cách black metal của Na Uy đã trở nên phổ biến trên toàn thế giới. Những ban black metal mới hơn cũng bắt đầu nâng cấp chất lượng thu âm và mở đầu cho việc bổ sung thêm một số nhạc cụ như đàn synthesizer và thậm chí là nguyên cả một dàn nhạc giao hưởng. Đối với nhiều người, việc lan rộng và đa dạng hóa đã kết thúc "làn sóng thứ hai" của black metal.

### Cửa hàngHelvetevà phòng thu âmDeathlike Silence

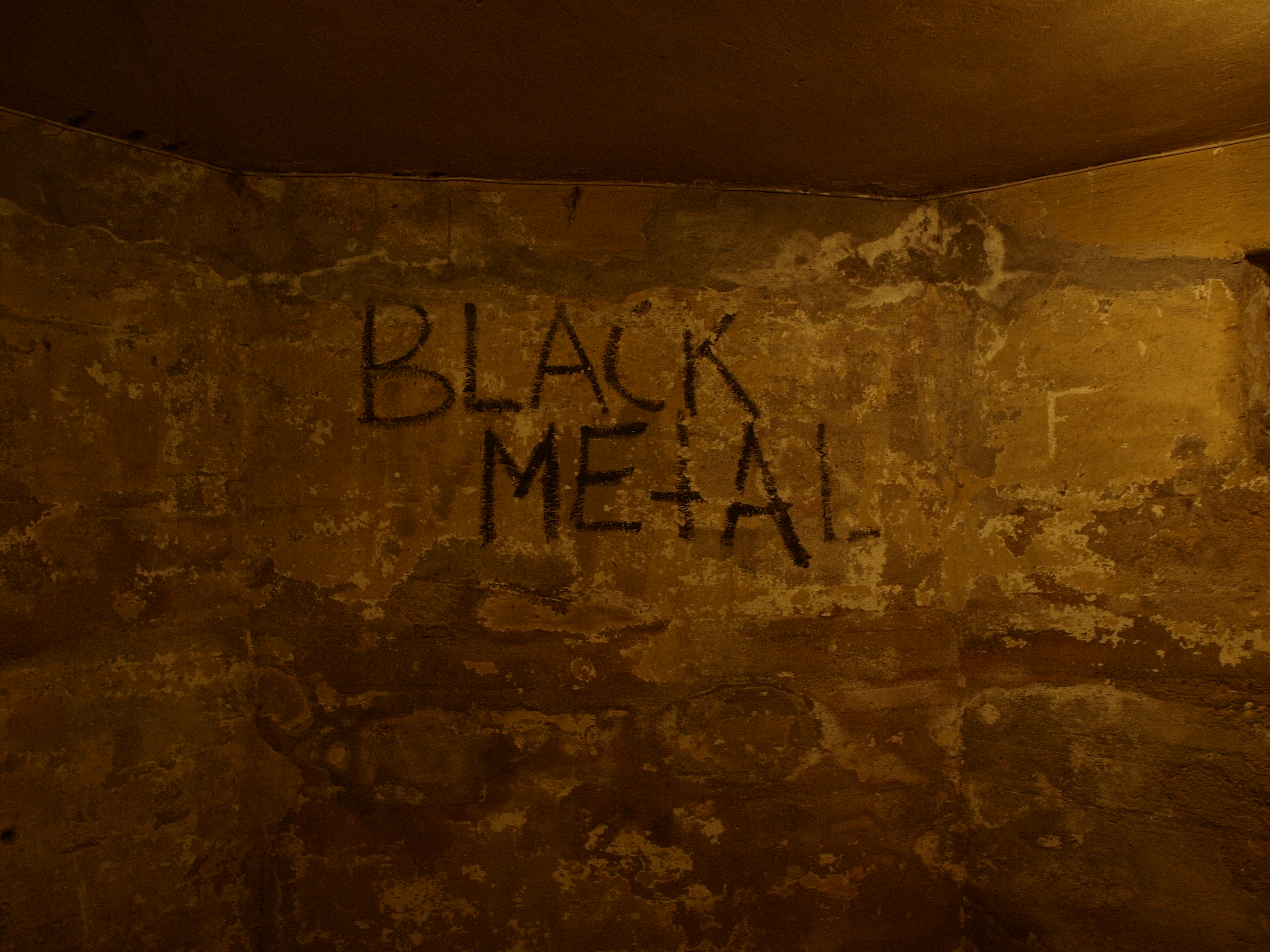
Tầng hầm của cửa hàng Helvete

Suốt khoảng thời gian tháng 5 - tháng 6 năm 1991, Øystein Aarseth của Mayhem đã mở cửa hàng băng đĩa Helvete (tiếng Na Uy có nghĩa là "địa ngục") ở Oslo. Các thành viên của Mayhem, Burzum, Emperor và Thorns thường hội họp tại đó, và đó trở thành cửa hàng chính chuyên bán các bản thu âm của black metal. Ở tầng hầm của cửa hàng này, Aarseth đã thành lập một hãng thu âm độc lập mang tên Deathlike Silence Productions. Với sự ngày càng phổ biến của Emperor và các ban khác cùng chí hướng, sự thành công ở thị trường underground của hãng thu âm này đã khuyến khích các hãng khác, những hãng mà trước đó đã từ chối thể loại black metal, phải xem xét lại và phát hành các ấn bản của black metal.

### Ohlin tự sát

Bìa album Dawn of the Black Hearts của Mayhem sử dụng một trong những hình chụp xác chết của Ohlin.

Vào ngày 8 tháng 4 năm 1991, ca sĩ của Mayhem, Per Yngve "Pelle" Ohlin (còn gọi là Dead), đã tự sát tại căn nhà chung của ban nhạc. Các đồng nghiệp thường miêu tả về Ohlin như là một người rất kỳ lạ và sống nội tâm, khi lên sàn diễn anh ta luôn làm cho mình trông giống như một tử thi và tự cắt vào tay khi đang hát.
Ohlin được tìm thấy với những vết cắt ở tay và một phát shotgun vào đầu; khẩu shotgun này là của tay guitar Øystein Aarseth trong ban Mayhem. Lời nhắn cuối cùng của Ohlin là "Xin hãy thứ lỗi cho những vết máu tung tóe" và cũng kèm theo một lời xin lỗi vì đã nổ súng trong nhà. Trước khi gọi cho cảnh sát, Aarseth đi đến một cửa hàng gần đó để mua một cái máy ảnh để chụp lại cái xác chết sau khi đã sắp xếp lại một số bộ phận. Một trong những tấm hình sau đó được dùng làm bìa của album bootleg diễn live tên là Dawn of the Black Hearts.
Cuối cùng, còn xuất hiện tin đồn cho rằng Aarseth đã làm một món hầm với phần não của Ohlin và lấy những mảnh xương sọ để làm dây đeo cổ. Ban nhạc sau đó đã phủ nhận tin đồn này, nhưng ít lâu sau lại khẳng định đó là sự thật. Hơn thế nữa, Aarseth còn tuyên bố là đã tặng những sợi dây chuyền này cho các nghệ sĩ mà anh ta cho rằng xứng đáng có được nó. Tay bass của Mayhem, Jørn Stubberud (còn được gọi là Necrobutcher) nhấn mạnh rằng "mọi người đã nhận thức rõ hơn về black metal sau khi Dead tự bắn mình... Tôi nghĩ rằng sự tự tử của Dead đã thực sự làm thay đổi hình ảnh về black metal".

### Những vụ đốt nhà thờ

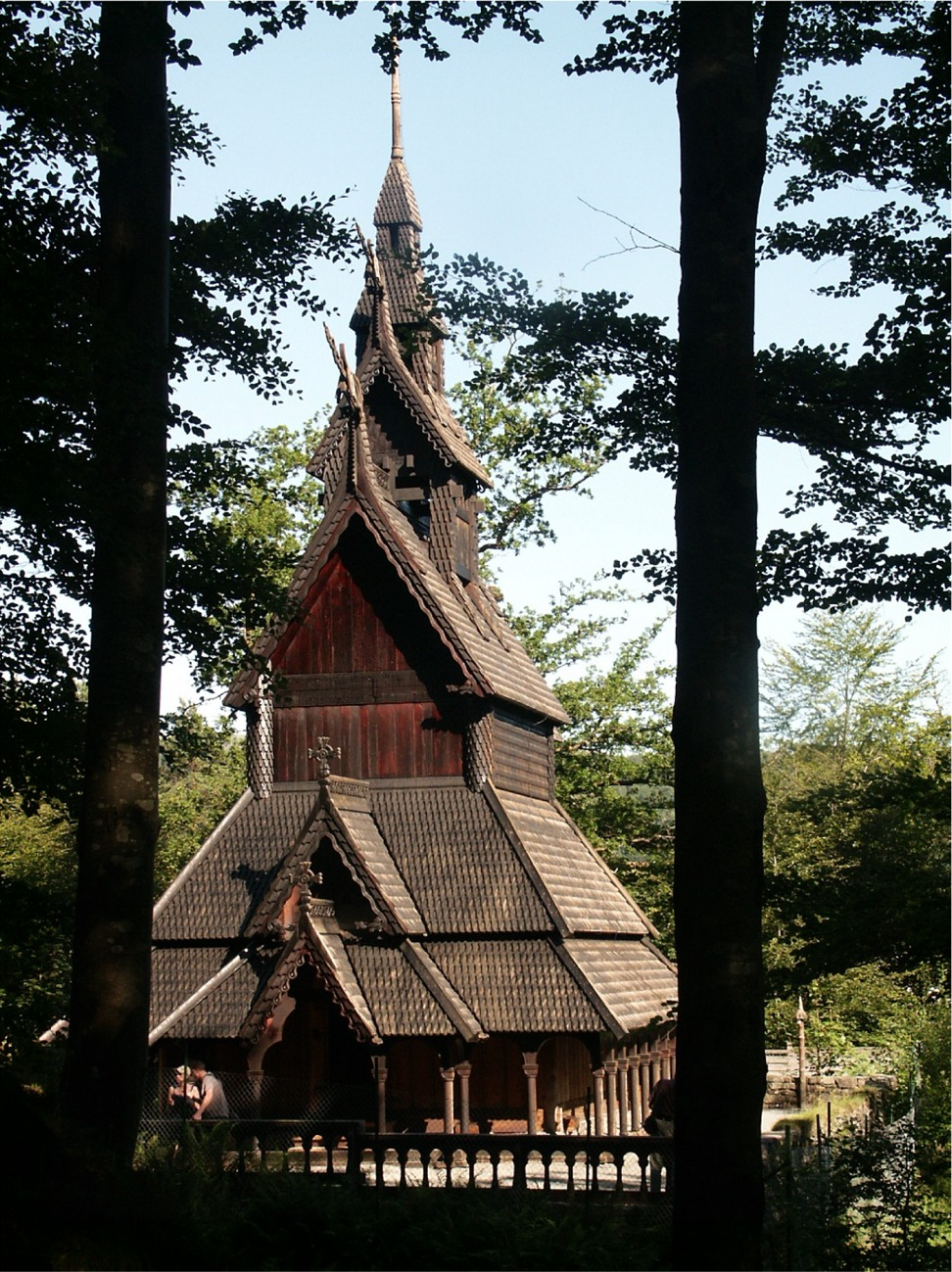
Nhà thờ gỗ Fantoft trước khi bị đốt.

Dân nghệ sĩ và những người hâm mộ black metal Na Uy đã gây ra trên 50 vụ đốt nhà thờ Thiên Chúa giáo ở Na Uy từ năm 1992 đến 1996. Trong số những nhà thờ đó, có nhiều cái rất cũ kĩ, hàng trăm năm tuổi, và là những di tích lịch sử quan trọng. Một trong những nơi đầu tiên và tiêu biểu nhất đó là nhà thờ gỗ Fantoft ở Na Uy, cảnh sát cho rằng nơi này đã bị phóng hỏa bởi Varg Vikernes, chính là một thành viên của ban nhạc Burzum. Tuy nhiên, Vikernes đã không bị kết án cho đến khi hắn bị bắt giữ vì tội danh sát hại Øystein Aarseth (thường được biết đến với cái tên Euronymous) vào năm 1993 (xem phía dưới). Bìa đĩa EP Aske của Burzum (trong tiếng Na Uy nghĩa là "tro tàn") là ảnh chụp nhà thờ gỗ Fantoft sau vụ hỏa hoạn. Samoth, Faust, và Jørn Inge Tunsberg cũng bị kết án vì tội đốt nhà thờ.
Ngày nay, có những quan điểm khác nhau trong cộng đồng black metal về tính hợp pháp của những hành vi như vậy. Tay guitar Infernus và cựu vocal Gaahl của ban Gorgoroth đã dành lời tán dương về những vụ đốt nhà thờ trong các bài phỏng vấn, lời phát biểu ở lần gần đây nhất như sau "nên có nhiều nữa những vụ như thế, và sẽ còn có rất nhiều nữa". Tuy nhiên, Necrobutcher và Kjetil Manheim của Mayhem thì phản đối những vụ phóng hỏa nhà thờ, họ cho những hành động đó "chỉ là do con người cố gắng đạt được sự chấp thuận trong một nhóm nghiêm minh (giới black metal)...và phần nào đó muốn được sự tán thành và địa vị trong cộng đồng".

### Vụ sát hại Aarseth
Vào ngày 10 tháng 8 năm 1993, Varg Vikernes của Burzum đã ám sát tay guitar của Mayhem là 
Øystein Aarseth (hay còn gọi là Euronymous). Vào đêm hôm đó, Vikernes cùng Snorre Ruch của ban Thorns đã đi từ Bergen đến căn hộ của Aarseth ở Oslo. Lúc họ đến nơi thì cuộc chạm trán bắt đầu, và kết thúc khi Vikernes đâm Aarseth cho đến chết. Xác của Aarseth được tìm thấy bên ngoài căn hộ với 23 nhát cắt – 2 nhát trên đầu, 5 trên cổ và 16 nhát ở lưng.
Người ta suy đoán rằng vụ sát nhân là kết quả của một cuộc xung đột về thế lực, sự bất đồng tài chính về những bản thu của Burzum, hoặc Vikernes muốn vượt qua đối thủ là tay trống Bard Faust của ban Emperor, Faust cũng bị kết tội giết một người đồng tính luyến ái trước đó. Vikernes khẳng định rằng Aarseth đã âm mưu tra khảo anh ta đến chết và quay phim lại sự việc – cho nên Vikernes đã đến thẳng nhà Aarseth vào đêm khuya với lý do là có một hợp đồng vẫn chưa được ký. Vào đêm của vụ ám sát, Vikernes khai rằng anh ta định bắt Aarseth ký vào bản hợp đồng, nhưng Aarseth đã tấn công anh ta trước. Vikernes cũng khai rằng hầu hết các vết thương của Aarseth gây nên do các mảnh thủy tinh vỡ anh ta làm rớt trong khi xô xát.
Bất chấp mọi lý do, Vikernes đã bị bắt giam và bị phán quyết 21 năm tù vào tháng 5 năm 1994 vì tội giết người và đốt nhà thờ. Vikernes đã mỉm cười vào giây phút lời tuyên án dành cho anh được đọc và hình ảnh đó được xuất hiện rộng khắp trên phương tiện truyền thông. Tháng 5 năm 1994, Mayhem phát hành album De Mysterjis Dom Sathanas, với sự tham gia của Aarseth chơi phần guitar điện và Vikernes chơi guitar bass. Trong một lần được phép ra ngoài ngắn ngủi vào năm 2003, Vikernes đã cố gắng trốn khỏi xiềng xích ở Tønsberg, nhưng không lâu sau hắn lại bị bắt giam vì lái một chiếc xe ăn cắp và mang theo nhiều loại súng ngắn. Vikernes đã được phóng thích kèm lời hứa danh dự vào năm 2009.

### Những xung đột
Đã tồn tại một sự cạnh tranh căng thẳng giữa giới black metal Na Uy và death metal Phần Lan. Fenriz và Tchort đã nhấn mạnh rằng các nghệ sĩ black metal Na Uy đã "chán ngấy với cái đám death metal" và "death metal chẳng thể hợp với dân Oslo" tại thời điểm đó. Rất nhiều lần Euronymous đã gửi những lời hăm giết đến các nhóm death metal bị thương mại hóa ở Châu Âu. Một nhóm người hâm mộ black metal Na Uy thậm chí còn quyết tâm âm mưu bắt cóc và giết hại những nhạc sĩ death metal Phần Lan.
Một vài phương tiện truyền thông đã đưa tin sơ lược về "xung đột" giữa Phần Lan và Na Uy trong những năm 1992 và 1993. Một phần của chuyện này đã được thổi bùng lên bởi những trò đùa tưởng chừng vô hại; tay guitar kiêm ca sĩ Nuclear Holocausto trong ban Beherit của Phần Lan khởi đầu những cuộc gọi điện đùa cợt vào giữa khuya với Samoth của ban Emperor (Na Uy) và Mika Luttinen của ban Impaled Nazarene (Phần Lan). Các cuộc gọi chỉ gồm những từ bập bè vô nghĩa hoặc chơi trò hát nhạc thiếu nhi, mặc dù Luttinen tin rằng họ bị dọa giết chết bởi những ban Na Uy.
Đáng chú ý là bìa album Tol Cormpt Norz Norz Norz của Impaled Nazarene có ghi ở phía sau câu "Không có đơn đặt hàng nào từ Na Uy được chấp nhận" và "Kuolema Norjan kusipäille!" (nghĩa là "thần chết sẽ đến viếng những thằng khốn nạn của Na Uy!"). Ban Black Crucifixion của Phần Lan đã chỉ trích ban Darkthrone là "những thằng thức thời" bởi vì nguyên thủy Darkthrone là một ban death metal.

## Phân chia thể loại
- Symphonic black metal là một thể loại của black metal sử dụng các yếu tố giao hưởng và dàn nhạc. Điều này bao gồm việc sử dụng những nhạc cụ trong dàn nhạc giao hưởng (piano, violin, cello, sáo và keyboard), giọng hát "sạch" hoặc kiểu opera và tiếng guitar ít sử dụng biến âm.
- Viking black metal là thuật ngữ chỉ những ban black metal chơi kết hợp với các loại nhạc dân ca. Những ban viking black metal chỉ tập trung vào âm nhạc dân gian và thần thoại Bắc Âu. Âm thanh black metal thô ráp của họ thường được tăng cường bởi "các giai điệu buồn của keyboard".[31] Giọng ca là một hỗn hợp của tiếng the thé và giọng 'clean'[32]. Nguồn gốc của viking black metal có thể xuất phát từ những album Blood Fire Death (1988) và Hammerheart (1990) của ban nhạc Thụy Điển Bathory.[33] Trong những thập niên 1990, các ban nhạc xứ Ireland như Cruachan[34] và Primordial[35] đã bắt đầu kết hợp black metal với dân ca Ái Nhĩ Lan.
- Blacken death metal là một kiểu kết hợp giữa black metal và death metal.[36][37]

## Tư tưởng

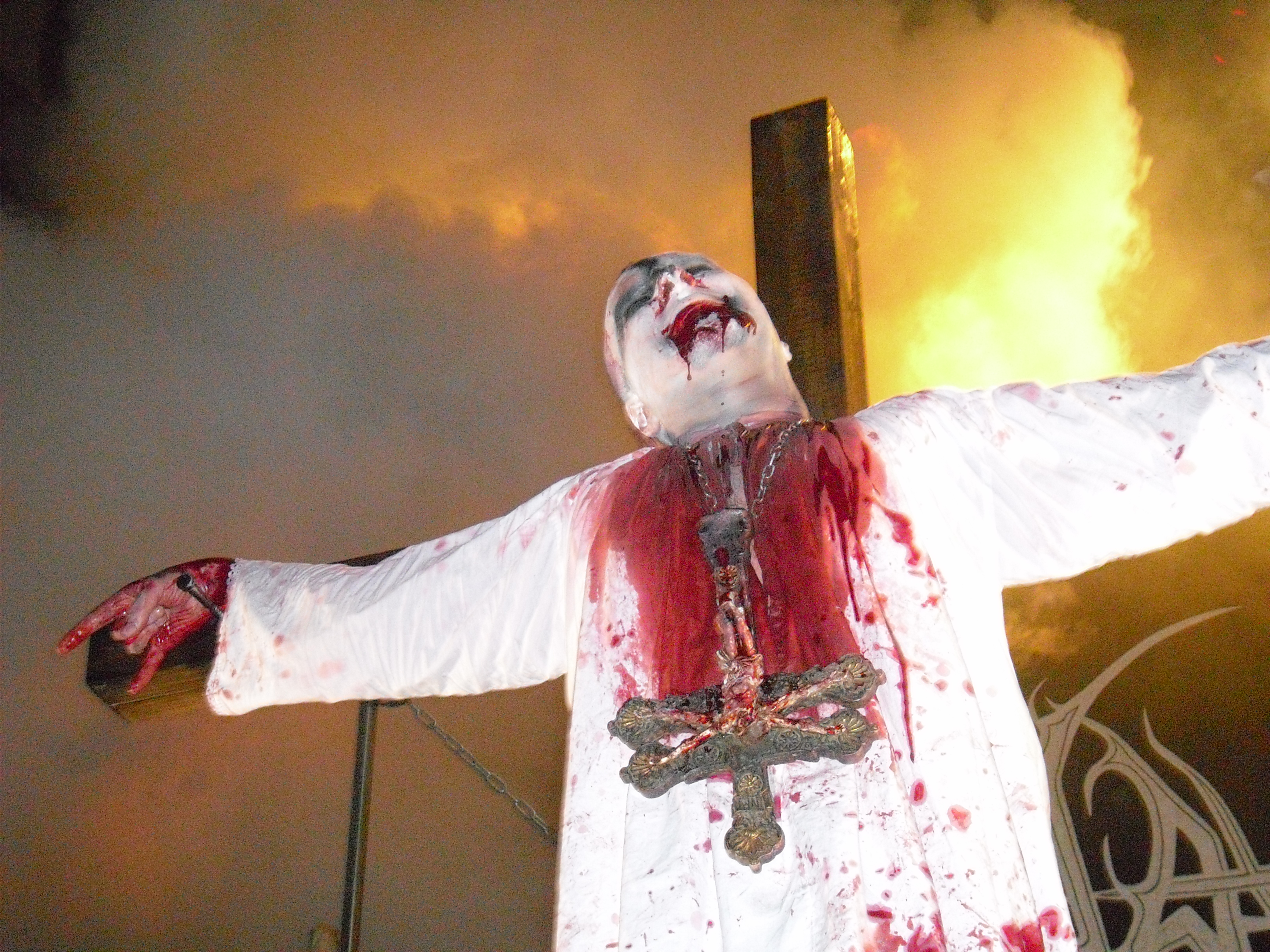
Ban black metal Attila Csihar của Hungary diễn cùng với Mayhem của Na Uy tại Inferno Metal Festival năm 2010

Mọi nỗ lực nhằm phơi bày tư tưởng của một thể loại âm nhạc cho thấy khái quát một vài nét đặc trưng được nhấn mạnh không rõ ràng, bên cạnh đó là những tư tưởng được đặt ra không ứng chiếu cho tất cả hệ thống. Tuy nhiên, black metal nhìn chung chống đối lại Thiên chúa giáo và hỗ trợ cho chủ nghĩa cá nhân. Cũng có thể đây đơn thuần là sự gắn kết về cảm quan tư tưởng giữa những nghệ sĩ chơi black metal. Trong tài liệu về Na Uy, Fenriz nói rằng: "Black metal là chủ nghĩa cực đoan nhất". Những nghệ sĩ chống đối Thiên chúa giáo có xu hướng thúc đẩy chủ nghĩa vô thần, thuyết vô thần, tôn giáo đa thần và Satan giáo. Một vài nhạc sĩ-như Euronymous, Infernus và Erik Danielsson - đã khẳng định Satan giáo xứng đáng là tôn giáo thiêng liêng nhất. Đôi khi, họ viết lời nhạc có vẻ như huyền hoặc và mang tính thù ghét loài người, mặc dù xuất hiện nhiều tranh luận về điều này liệu có thể hiện được tư tưởng của họ hay không. Trong một số trường hợp, nghệ sĩ black metal tán thành chủ nghĩa dân tộc lãng mạn, mặc dù những người tham gia không thẳng thắn thừa nhận điều này. Tuy nhiên, nhiều nghệ sĩ black metal tìm cách phản ánh thực trạng môi trường xung quanh họ vào trong âm nhạc. Sam Dunn đã ghi chép về thực trạng này ở Na Uy như sau: "Không giống bất kì nền cảnh nào của heavy metal, văn hóa và địa điểm được đưa vào trong âm nhạc và hình ảnh".
Về âm thanh của black metal, có hai nhóm mâu thuẫn trong thể loại này - nhóm "những người ở lại đúng với nguồn gốc của thể loại, và những người theo hướng cải cách". Những nhân tố đi trước tin rằng âm nhạc phải luôn luôn được tối giản - hay cơ bản chỉ được chơi với guitar - bass - trống và phải thu theo lối chất lượng kém trung thực. Một người ủng hộ điều này Blake Judd (Nachtmystium), đã tháo cái nhãn hiệu black metal khỏi ban của mình bởi nhạc của họ không còn đúng chất nữa. Một người tương tự sau này là Snorre Ruch của Thorns cho rằng thứ black metal hiện đại "quá hẹp" và tin rằng "đây không phải là ý tưởng của thời kỳ đầu".
Một số nhạc sĩ black metal tin tưởng: black metal không cần thiết phải nắm giữ một hệ tư tưởng nào. Ví dụ, trong một cuộc phỏng vấn với Metal Library, Jan Axel Blomberg có nói: "Theo tôi, black metal bây giờ chỉ là âm nhạc". Tương tự như ý kiến này, Sigurd Wongraven đã nêu trong tài liệu Music Murder: "Black metal không nhất thiết là tất cả đều phải sùng bái Satan, miễn sao nó phải đen tối".

### Chủ nghĩa Quốc xã black metal
Chủ nghĩa Quốc xã black metal (National Socialist black metal,NSBM) là một thuật ngữ sử dụng để chỉ những nghệ sĩ black metal đã tin rằng họ có thể thúc đẩy chủ nghĩa Quốc xã thông qua âm nhạc và hình ảnh của mình. NSBM không được xem như một dòng chính biệt lập, bởi vì không có một phương pháp chơi black metal theo kiểu chủ nghĩa Quốc xã. Một số ban black metal đã gây sốc bằng cách làm những tài liệu về Đức Quốc xã, những thứ này đã làm sai lệch ý nghĩa của NSBM. Varg Vikernes được xem như nguồn cảm hứng chính của phong trào NSBM do những tác phẩm mà Vikernes đã viết. Tuy nhiên, Vikernes đã cố gắng tách mình ra khỏi phong trào chủ nghĩa Quốc xã và NSBM, Vikernes thích xem mình như là 1 người theo đạo thờ thần Odin hơn là một thành viên của chủ nghĩa Quốc xã đầy mùi vật chất.
Theo Mattias Gardel thì những nghệ sĩ NSBM chỉ là thiểu số trong black metal. Họ còn bị chỉ trích bởi một số nhạc sĩ black metal cộm cán khác, tiêu biểu như Jon Nödtveidt, Tormentor, King ov Hell, Infernus, Lord Ahriman, Emperor Magus Caligula, Richard Lederer, Michael W. Ford và các thành viên của Arkhon Infaustus. Họ phân loại chủ nghĩa Quốc xã cùng với Thiên Chúa giáo là những kẻ độc đoán, chủ nghĩa tập thể và là một "tâm lý bầy đàn"..

## Phương tiện truyền thông